# Соколино (Болгария)
Соколино (болг. Соколино) — село в Болгарии. Находится в Кырджалийской области, входит в общину Момчилград. Население составляет 511 человек.

## Политическая ситуация
В местном кметстве Соколино, в состав которого входит Соколино, должность кмета (старосты) исполняет Севинч Юсеин Хасан (Движение за права и свободы (ДПС)) по результатам выборов правления кметства.
Кмет (мэр) общины Момчилград — Ердинч Исмаил Хайрула (Движение за права и свободы (ДПС)) по результатам выборов в правление общины.